# Two (альбом Томаса Андерса и Уве Фаренкрога)
Two — дуэтный студийный альбом Томаса Андерса и Уве Фаренкрога, записанный в рамках проекта Anders | Fahrenkrog и вышедший в 2011 году.

## История создания
Осенью 2010 года началось сотрудничество двух немецких музыкантов — Томаса Андерса и Уве Фаренкрога-Петерсена. Их сотрудничество началось со случайной встречи в зале вылета авиакомпании Lufthansa в аэропорту Франкфурта-на-Майне. Андерс как раз искал автора и продюсера песен для своего нового альбома, а Фаренкрог охотно откликнулся на такое приглашение. Затем музыканты встретились в Берлине, попробовали записать несколько песен и остались очень довольны результатами совместной деятельности. Они объединили усилия для создания альбома в стиле «евродэнс» и «поп». Андерс и Фаренкрог создали дуэт Anders l Fahrenkrog. Рассматривалось название для группы Eternity.

### Запись альбома
Альбом записывался в Германии на протяжении зимы-весны 2011 г. Диск состоит из 12 песен, большинство из которых написаны при участии Уве Фаренкрога. Однако есть и исключения: баллада «Stay» — кавер-версия хита группы Shakespear’s Sister 1992 года, а «Why Do You Cry?» и «I Miss You» — песни с предыдущего альбома певца «Strong», незнакомые европейскому слушателю (альбом «Strong» распространялся только России и в странах СНГ) и получившие обновленные аранжировки. Песня «No More Tears On The Dancefloor» написана в соавторстве вокалистом известной группы Savage Garden Дарреном Хейзом.
27 мая 2011 года вышел первый сингл с альбома «Two» — «Gigolo», на одноимённую песню был снят клип, в котором Андерс исполняет танец.
2 сентября 2011 года вышел второй сингл с альбома «Two» — «No More Tears On The Dancefloor», на одноимённую песню был снят клип. Сингл также включает в себя новую песню «Now Or Never».

## Продвижение
С мая 2011 года на телевидении, радио, в прессе в Германии, Австрии, Швейцарии велась активная кампания по продвижению синглов и альбома на рынок, включающая интервью, «живые» выступления с песнями и радиотрансляции. Результатом этого стало то, что сингл «Gigolo» занял 40-е место в немецком чарте, а альбом Two стартовал с 11-го места в Германии по продажам в первую неделю. Также данный альбом попал на 85-е место в Швейцарии, 17-е — в России и на 71-е — в Австрии.
В целях рекламы альбома в шоу-программах были исполнены некоторые композиции, не являющиеся синглами:
1. Wicked Love; 12 июня 2011 года;
2. Summer Of Love; MDR / Hier ab vier 15 июня 2011 года;
3. Mr. Moon; MDR / Die Goldene Henne 28 сентября 2011 года.
Первый концерт группы был дан в 2011 году в Швейцарии

## Список композиций
1. Gigolo (Uwe Fahrenkrog-Petersen / Thomas Troelsen) 03:20
2. No More Tears On The Dancefloor (Darren Hayes / Carl Falk) 03:45
3. Summer Of Love (Uwe Fahrenkrog-Petersen / David Turley) 02:45
4. Wicked Love (Uwe Fahrenkrog-Petersen / Nermin Harambasic / Anne Judith Wik /Ronny Svendsen / Robin Jenssen) 03:41
5. Mr. Moon (Uwe Fahrenkrog-Petersen / Robin Grubert / Ali Zuckowski) 03:57
6. Nathalie (Uwe Fahrenkrog-Petersen / Nermin Harambasic / Anne Judith Wik / Ronny Svendsen / Robin Jenssen / Nalle Ahlstedt / Mikko Tamminen) 03:19
7. Stay (Jean Guiot / Siobhan Fahey / Marcy Levy) 03:22
8. Hit Or A Miss (Uwe Fahrenkrog-Petersen / Hannu Korkeamäki / Ressu Redford / Jussu) 03:22
9. Why Do You Cry? (Sergey Revtov / Arseny Ardelyanu) 03:39
10. Maria (Rosita Tischler / Ole Feddersen) 03:40
11. Army Of Love (Uwe Fahrenkrog-Petersen / Thomas Troelsen) 03:04
12. I Miss You (Sergey Revtov / Arseny Ardelyanu) 03:36